# Opuntia chlorotica
Opuntia chlorotica (лат.) — вид рода Опунция (Opuntia) семейства Кактусовые (Cactaceae).

## Описание
Древовидный кактус высотой до 2,5 м, обычно с явно выраженным стволом. Стебли состоят из округлых сегментов до 20 см диаметром. Ареолы с жёлтым опушением и многочисленными жёлтыми глохидиями, несут обычно по 3-7 колючек длиной 1-3 см. Ареолы основного стебля могут иметь до 15-40 колючек длиной до 5 см. Цветки жёлтые, диаметром 5-6 см. Плоды красные, до 5 см длиной, без колючек.

## Распространение и экология

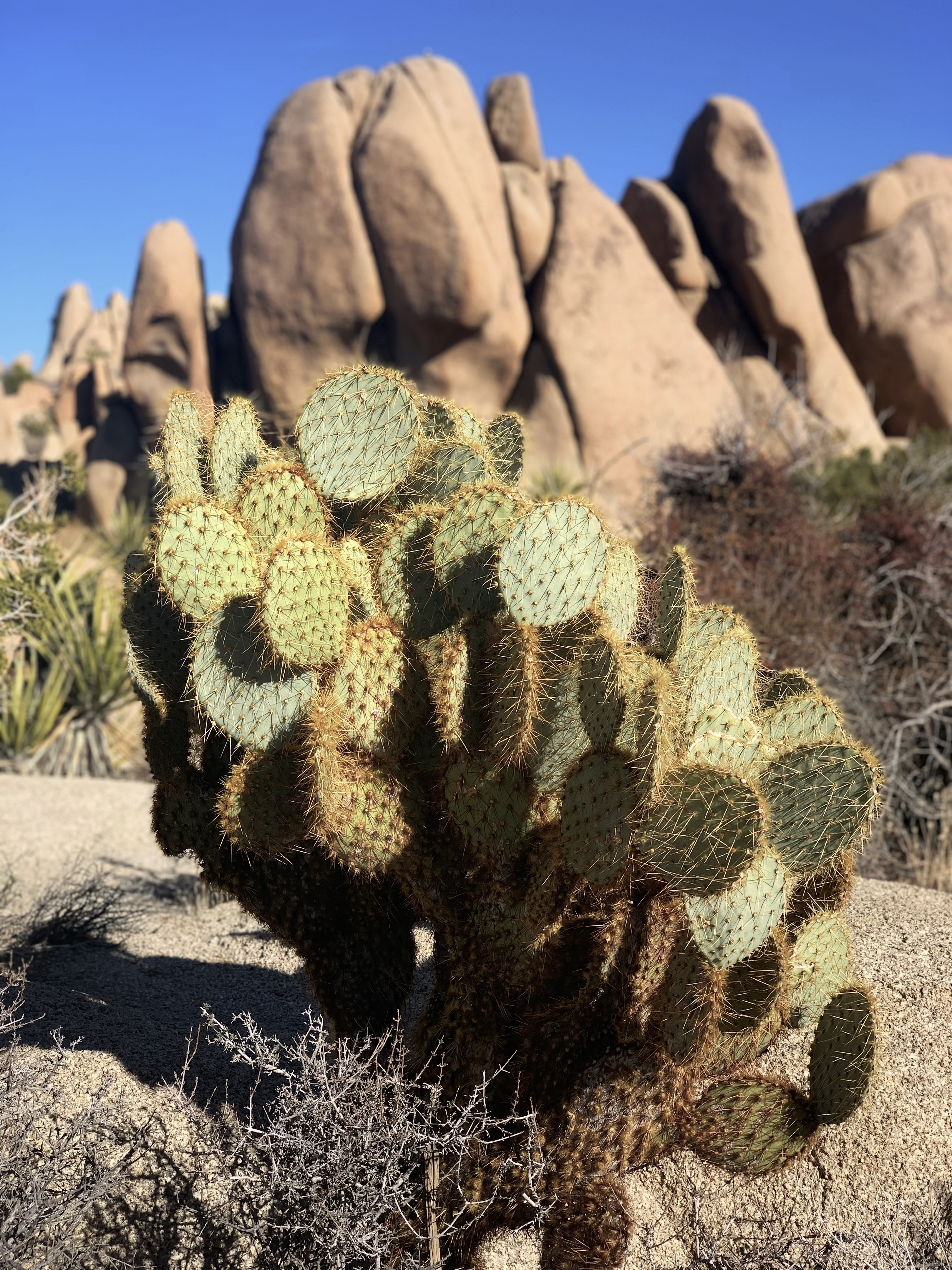
Растение в Национальном парке Джошуа-Три (Калифорния, США)

Имеет обширный ареал в Северной Америке на территории США и Мексики. Растёт на высоте от 800 до 2300 метров над уровнем моря.
В США встречается в штатах Калифорния, Невада, Юта, Аризона и Нью-Мексико.
В Мексике встречается в штатах Сонора, Чиуауа, Коауила, Нижняя Калифорния и Южная Нижняя Калифорния.
Вид был также интродуцирован в Испании.

## Охранный статус
По классификации Международного союза охраны природы (МСОП) имеет статус вида, вызывающего наименьшие опасения (англ. Least concern, LC).

## Таксономия
Opuntia chlorotica Engelm. & J.M.Bigelow, первое упоминание в Pacif. Railr. Rep. Whipple, Bot. 4(5; 3): 38 (1856).

### Синонимы
Гетеротипные (основанные на разных номенклатурных типах):
- Opuntia palmeri Engelm. ex J.M.Coult. (1896)
- Opuntia tidballii J.M.Bigelow (1856)